# Luciferian Towers
Luciferian Towers is het zesde album van de Canadese post-rockband Godspeed You! Black Emperor.

## Nummers
1. "Undoing a Luciferian Towers" – 7:47
2. "Bosses Hang" – 14:45
3. "Fam / Famine" – 6:44
4. "Anthem for No State" – 14:48

## Bezetting

### Godspeed You! Black Emperor
- Thierry Amar – contrabas, basgitaar
- David Bryant – elektrische gitaar, synthesizer
- Aidan Girt – drums
- Timothy Herzog – drums
- Karl Lemieux – 16mm-filmprojecties
- Philippe Leonard – 16mm-filmprojecties
- Efrim Menuck – elektrische gitaar, orgel, synthesizer
- Mike Moya – elektrische gitaar
- Mauro Pezzente – basgitaar
- Sophie Trudeau – viool, orgel

### Gastmuzikanten
- Bonnie Kane – saxofoon, fluit, elektronica
- Craig Pederson – trompet